# Xanthe Dorsa
Xanthe Dorsa és una formació geològica de tipus dorsum a la superfície de Mart, localitzada amb el sistema de coordenades planetocèntriques a 49.72 ° latitud N i 349.3 ° longitud E. El nom va ser aprovat per la UAI l'any 1976 i fa referència a una característica d'albedo.